# Lista de prefeitos de Praia Grande
Esta é a lista de prefeitos e vice-prefeitos da cidade de Praia Grande, estado brasileiro de São Paulo.
O cargo de prefeito foi criado em 11 de abril de 1835, pela assembleia provincial paulista, em reação aos amplos poderes conferidos pelo Código de Processo Criminal de 1832 às câmaras municipais. Seguiram o exemplo paulista seis províncias do nordeste brasileiro (Alagoas, Ceará, Maranhão, Paraíba, Pernambuco e Sergipe).
Sob a vigente ordem constitucional, essa designação é dada ao funcionário público do Poder Executivo municipal, que exerce seu cargo em função de uma legislatura (mandato), sendo para tanto eleito a cada quatro anos, podendo ser reeleito por mais 4 anos (segundo mandato).
Funções
O poder executivo municipal chefia a administração e comanda os serviços públicos, tendo como comandante o prefeito.
A partir da constituição brasileira de 1934, o cargo de prefeito passou a ser o único, em todo o Brasil, ao qual estão atribuídas as funções de chefe do poder executivo do governo local, em simetria aos chefes dos executivos da União e do estado, portanto, em forma monocrática. Este texto quer dizer que deverá haver harmonia e integração de ação entre as esferas envolvidas sem a intervenção de uma na outra, exceto nos casos previstos na Constituição Federal.
Eleições
O prefeito é eleito por sufrágio universal, secreto, direto, em pleito simultâneo em todo o País, realizado a cada quatro anos, no primeiro domingo de outubro.
E trinta dias após tem lugar o segundo turno, se o eleito em primeiro lugar não atingir 50% dos votos válidos mais um voto, no caso de municípios com mais de duzentos mil eleitores.
Conforme a legislação eleitoral atual no Brasil para tornar-se elegível, exige-se uma série de requisitos;
- Possuir nacionalidade brasileira ou portuguesa (neste caso, o cidadão português deve se encontrar amparado pelo Estatuto de Igualdade entre Portugueses e Brasileiros),
- Título de eleitor em dia e estar em gozo pleno do exercício dos direitos políticos,
- Domicilio eleitoral na circunscrição na qual o candidato se apresenta,
- Filiação partidária,
- Ser alfabetizado (tópico invalidado pela atual constituição brasileira de 1988),
- Desincompatibilização de cargo público — Se ocupa um cargo público deve sair seis meses antes das eleições e voltar caso possa só após seis meses ao pleito eleitoral,
- Renúncia de outro mandado até seis meses antes do pleito e não ser parente afim ou consangüíneo, até segundo grau, ou cônjuge de titular de cargo eletivo; pode, entretanto, ser candidato à reeleição (artigo 14 da Constituição),
- Ter idade mínima de 21 anos.

## Lista
| Nº | Prefeito                     | Imagem                | Partido               | Vice-prefeito                                          | Início do mandato       | Fim do mandato                                  | Observações                                   |
| 1  | Nicolau Paal                 |                       | ARENA                 | Cargo vago                                             | 19 de janeiro de 1967   | 3 de março de 1968                              | Interventor Federal                           |
| 2  | Paulo de Souza Sandoval      |                       | ARENA                 | Cargo vago                                             | 4 de março de 1968      | 31 de janeiro de 1969                           | Interventor Estadual                          |
| 3  | Dorivaldo Loria Júnior       |                       | ARENA                 | Leopoldo Estásio Vanderlinde                           | 31 de janeiro de 1969   | 31 de janeiro de 1973                           | Prefeito e vice eleitos em sufrágio universal |
| 4  | Leopoldo Estásio Vanderlinde |                       | ARENA                 | Aldo Bastiani                                          | 31 de janeiro de 1973   | 31 de janeiro de 1977                           | Prefeito e vice eleitos em sufrágio universal |
| 5  | Dorivaldo Loria Júnior       |                       | ARENA                 | Edmilson das Neves                                     | 1° de fevereiro de 1977 | 31 de janeiro de 1983                           | Prefeito e vice eleitos em sufrágio universal |
| 6  | Wilson Guedes                |                       | PMDB                  | José Olímpio da Silva                                  | 1º de fevereiro de 1983 | 31 de dezembro de 1988                          | Prefeito e vice eleitos em sufrágio universal |
| 7  | Dorivaldo Loria Júnior       |                       | PFL                   | Alberto Pereira Mourão (PMDB)                          | 1º de janeiro de 1989   | 31 de dezembro de 1992                          | Prefeito e vice eleitos em sufrágio universal |
| 8  | Alberto Pereira Mourão       |                       | PMDB                  | Ricardo Akinobu Yamauti                                | 1º de janeiro de 1993   | 31 de dezembro de 1996                          | Prefeito e vice eleitos em sufrágio universal |
| 9  | Ricardo Akinobu Yamauti      |                       | PMDB                  | Domingos Augusto Nini de Oliveira                      | 1º de janeiro de 1997   | 31 de dezembro de 2000                          | Prefeito e vice eleitos em sufrágio universal |
| 10 | Alberto Pereira Mourão       |                       | PMDB                  | Alexandre Evaristo Cunha (PMDB)                        | 1º de janeiro de 2001   | 31 de dezembro de 2004                          | Prefeito e vice eleitos em sufrágio universal |
| 10 | Alberto Pereira Mourão       | PSDB                  | 1º de janeiro de 2005 | Alexandre Evaristo Cunha (PMDB)                        | 31 de dezembro de 2008  | Prefeito e vice reeleitos em sufrágio universal |                                               |
| 11 | Roberto Francisco dos Santos |                       | PSDB                  | Arnaldo Alberto Amaral (PSB)                           | 1º de janeiro de 2009   | 31 de dezembro de 2012                          | Prefeito e vice eleitos em sufrágio universal |
| 12 | Alberto Pereira Mourão       |                       | PSDB                  | Maura Lígia Costa Russo, Professora Maura Lígia (PMDB) | 1º de janeiro de 2013   | 31 de dezembro de 2016                          | Prefeito e vice eleitos em sufrágio universal |
| 12 | Alberto Pereira Mourão       | 1º de janeiro de 2017 | PSDB                  | Maura Lígia Costa Russo, Professora Maura Lígia (PMDB) | 31 de dezembro de 2020  | Prefeito e vice reeleitos em sufrágio universal |                                               |
| 13 | Raquel Auxiliadora Chini     | MGC_0093_(1)          | Republicanos          | Ednaldo dos Santos Passo, Reco (PSDB)                  | 1º de janeiro de 2021   | 31 de dezembro de 2024                          | Prefeita e vice eleitos em sufrágio universal |
| 14 | Alberto Pereira Mourão       |                       | MDB                   | Rodrigo Santana                                        | 1º de janeiro de 2025   | Atual                                           | Prefeito e vice eleitos em sufrágio universal |